# Episodi di The Adventures of the Scarlet Pimpernel
La prima e unica stagione della serie televisiva The Adventures of the Scarlet Pimpernel è andata in onda nel Regno Unito dal 24 febbraio 1956 al 23 giugno 1956 sulla Associated Television.
| nº | Titolo originale       | Titolo italiano | Prima TV UK      | Prima TV Italia |
| -- | ---------------------- | --------------- | ---------------- | --------------- |
| 1  | The Hostage            |                 | 24 febbraio 1956 |                 |
| 2  | Sir Percy's Wager      |                 | 2 marzo 1956     |                 |
| 3  | The Princess           |                 | 9 marzo 1956     |                 |
| 4  | Tale of Two Pigtails   |                 | 16 marzo 1956    |                 |
| 5  | Lady in Distress       |                 | 23 marzo 1956    |                 |
| 6  | Something Remembered   |                 | 23 marzo 1956    |                 |
| 7  | The Elusive Chauvelin  |                 | 6 aprile 1956    |                 |
| 8  | Sword of Justice       |                 | 13 aprile 1956   |                 |
| 9  | Thanksgiving Day       |                 | 20 aprile 1956   |                 |
| 10 | Sir Andrew's Fate      |                 | 27 aprile 1956   |                 |
| 11 | Ambassador's Lady      |                 | 4 maggio 1956    |                 |
| 12 | The Christmas Present  |                 | 11 maggio 1956   |                 |
| 13 | The Flower Woman       |                 | 18 maggio 1956   |                 |
| 14 | The Imaginary Invalid  |                 | 25 maggio 1956   |                 |
| 15 | Antoine and Antoinette |                 | 1º giugno 1956   |                 |
| 16 | The Winged Madonna     |                 | 8 giugno 1956    |                 |
| 17 | Gentlemen of the Road  |                 | 15 giugno 1956   |                 |
| 18 | The Farmer's Boy       |                 | 22 giugno 1956   |                 |

## The Hostage
- Prima televisiva: 24 febbraio 1956

### Trama
- Guest star: Yvonne Furneaux (Suzanne de Fleury), Robert Shaw (Lord Anthony Dewhurst)

## Sir Percy's Wager
- Prima televisiva: 2 marzo 1956

### Trama
- Guest star: Edgar K. Bruce (Francois), Joanna Duncan (Lady Arabella), Cyril Shaps (Bibot), Jimmy Thompson (Coachman #1), Peggy Thorpe-Bates (Caroline Wells), Edmund Willard (Concierge)

## The Princess
- Prima televisiva: 9 marzo 1956

### Trama
- Guest star: Susan Lyall Grant (Gisette), Rachel Gurney (Marquise de Manton), Julian Somers (Segeant)

## A Tale of Two Pigtails
- Prima televisiva: 16 marzo 1956

### Trama
- Guest star: Clifford Buckton (Hempseed), Maureen Connell (Melanie de Monsants), Eric Corrie (Pierre Sabot), Dennis Edwards (Sir Reginald Compton), Allan Jeayes (Jellyband), Peter La Trobe (Joubert), Peter O'Toole (First Soldier), Sybil Wise (Alice)

## Lady in Distress
- Prima televisiva: 29 marzo 1956

### Trama
- Guest star: Alfie Bass (Citizen), Walter Horsbrugh (barone de Rougement), Randal Kinkead (Second Guard), Alun Owen (First Guard), Cyril Shaps (Bibot), Ingeborg von Kusserow (Cecile), Harold Young (Durand)

## Something Remembered
- Prima televisiva: 30 marzo 1956

### Trama
- Guest star: Robert Cawdron (First Agent), Robert Bruce (Lord Fenton), Philip Morant (capitano), Maureen Connell (Melanie de Monsants), William Franklyn (Jacques Fleury), Esme Percy (Blind Man)

## The Elusive Chauvelin
- Prima televisiva: 6 aprile 1956

### Trama
- Guest star: Gordon Whiting (Thomas Harding), Richard Bennett (George Hobson), Thea Gregory (Christine Hobson), Brenda Bennett (cameriera), Michael Kelly (Prison Sergeant), Christopher Lee (Louis)

## The Sword of Justice
- Prima televisiva: 13 aprile 1956

### Trama
- Guest star: Thea Gregory (Christine Hobson), Christopher Steele (Count Latour), Brian Wilde (Sir Thomas Landers), Claire Pollock (Georgette), Denis Shaw (Biggs), Ian Fleming (Count Latour)

## Thanksgiving Day
- Prima televisiva: 20 aprile 1956

### Trama
- Guest star: William Abney (Adams), Phil Brown (Frank Rawlinson), Arnold Diamond (Marquis de St. Serven), Dennis Edwards, Glen Farmer (tenente Gorschen), Ginger Hall (Myra Rawlinson), Alex Scott

## Sir Andrew's Fate
- Prima televisiva: 27 aprile 1956

### Trama
- Guest star: Balbina (Collette Duclos), Ivor Dean (Chauvelin's Agent), Susan Richmond (Madame Tussaud)

## The Ambassador's Lady
- Prima televisiva: 4 maggio 1956

### Trama
- Guest star: Simone Lovell (Renee Fleury), William Franklyn (Jacques Fleury), Robert Cawdron (Chicon), Nicolette Bernard (Lady Ponsonby)

## The Christmas Present
- Prima televisiva: 11 maggio 1956

### Trama
- Guest star: Sybil Arundale (Mrs. Burton), Arthur Young (Jacques), Anne Padwick (Marie), Mark Lawton (dottor Maurois), Christopher Toyne (Jean-Paul), Lesley Dudley (Antoinette), Victor Platt (capitano), Richard Rogers (Charles), Nicola Braithwaite (Renee), Mandy Harper (Berthe), Paul Williamson (Chauvelin's Agent), Alan Gore-Lewis (soldato)

## The Flower Woman
- Prima televisiva: 18 maggio 1956

### Trama
- Guest star: Raymond Rollett (Prison Sergeant), Malcolm Knight (ragazzo), Michael Collins (ufficiale), Joanna Duncan (Lady Arabella), Peter Halliday (sergente), Michael Hitchman (assassino), Christopher Warbey (ragazzo)

## The Imaginary Invalid
- Prima televisiva: 25 maggio 1956

### Trama
- Guest star: Grizelda Harvey (Lady Snatterthwaite), Vincent Edward (Gaston de Long), Ben Williams (Landlord), Donald Conlon (Footman), Joan Maude (Duchess of Northumberland), Jean Aubrey (Rachelle Rothstein), John Laurie (dottor Dufay), Milton Rosmer (Rothstein)

## Antoine & Antoinette
- Prima televisiva: 1º giugno 1956

### Trama
- Guest star: Eric Lindsay (Antoine), Greta Watson (Antoinette), Gillian Ferguson (Elise), Peter La Trobe (Joubert), Nancy Nevinson (Madame Suzette Cassis), David Tudor-Jones (caporale), Van Boolen (First Citizen), Anthony Jacobs (Second Citizen), Kenneth Toye (Third Citizen), Charles Hersee (guardia), Alan Whittaker (Impiegato di corte)

## Winged Madonna
- Prima televisiva: 8 giugno 1956

### Trama
- Guest star: Gillian Barber (Cecille), Nicholas Bruce (Delong), Peter Fontaine, Renee Goddard (Madeleine), Thomas Heathcote (Raoul), Jimmy Ray (Jean), Walter Rilla (Abbot)

## Gentlemen of the Road
- Prima televisiva: 15 giugno 1956

### Trama
- Guest star: Jean Aubrey (Rachelle Rothstein), Maureen Connell (Melanie de Monsants), Conrad Phillips (Latour)

## The Farmer's Boy
- Prima televisiva: 23 giugno 1956

### Trama
- Guest star: Roger Delgado (Andre), Elvi Hale (Jeanette), Michael Ripper (Elbeul)